# Lijst van weg- en veldkapellen in Thimister-Clermont
Dit is een onvolledige lijst van veldkapellen in de gemeente Thimister-Clermont, waarvan enkele in Maaslandse renaissancestijl (gemarkeerd met ¹) en enkele als monument op de Lijst van beschermd erfgoed in Thimister-Clermont (gemarkeerd met ²). Kapelletjes komen vooral voor in katholieke gebieden van o.a. Nederland en België, en werden dikwijls gebouwd ter verering van een heilige. Ze zijn te vinden langs wegen in het buitengebied, maar komen ook voor binnen de bebouwde kom.
| Kapel                                               | Adres                            | Plaats     | Bouwperiode                                             | Architect           | Foto |
| --------------------------------------------------- | -------------------------------- | ---------- | ------------------------------------------------------- | ------------------- | ---- |
| Sint-Rochuskapel²                                   | Rue Cavalier Fonck               | Thimister  | 1615                                                    |                     |      |
| OLV-van-Lourdeskapel                                | Rue du Fort-Chaussée Charlemagne | Thimister  | 1954 (vorige kapel raakte zwaar beschadigd in mei 1940) |                     |      |
| Sint-Odiliakapel¹²                                  | Stockis-Chemin des Mesures       | Thimister  | (restauratie 1750)                                      |                     |      |
| OLV-van-Troostkapel                                 | Bèfve                            | La Minerie | 1884                                                    | Gérard Chaineux     |      |
| Kapel van Bèfve                                     | Bèfve                            | La Minerie | 1879                                                    |                     |      |
| OLV-van-Lourdeskapel                                | l'Engin                          | La Minerie | 1927                                                    |                     |      |
| Onze-Lieve-Vrouwekapel                              | Rue des Pinsonniers              | La Minerie |                                                         |                     |      |
| Onze-Lieve-Vrouw van de Engelenkapel¹               | Chapelle des Anges               | Froidthier | 1691                                                    |                     |      |
| Sint-Jozefkapel¹                                    | Chapelle Saint Joseph            | Froidthier | 1688                                                    |                     |      |
| Sint-Annakapel¹²                                    | Les Béolles                      | Crawhez    | 1662 (restauratie 2014, na brand in 2007)               |                     |      |
| Kindje Jezus van Praagkapel                         | Crawhez                          | Crawhez    | 1959                                                    | Georges Servais     |      |
| Sint-Rochuskapel                                    | Bruyères                         | Crawhez    | 1880                                                    |                     |      |
| Sint-Jobkapel                                       | Lohirville                       | Elsaute    | (herbouwd 1821)                                         |                     |      |
| niskapel Saint Eloï                                 | Elsaute (cimetière)              | Elsaute    |                                                         |                     |      |
| Heilige Verlosserkapel¹ (voorheen Heilig Grafkapel) | La Forge-Chaussée Charlemagne    | La Forge   | midden 18e eeuw                                         | Lambert Herzet-Gaie |      |
| Mariakapel                                          | Chemin du Bois-RAVeL 38          | Thimister  |                                                         |                     |      |